# PCCL
 Der PCCL (englisch Patient Clinical Complexity Level) ist ein nach einer mathematischen Formel berechneter ganzzahliger Wert zwischen 0 und 6. Er bezeichnet den patientenbezogenen Gesamtschweregrad in medizin-ökonomischen Klassifikationssystemen wie beispielsweise den Diagnosis Related Groups (DRG).
Siehe auch:
- Comorbidity and Complication Level (Clinical Complexity Level; CCL)